# 梁耀祖
梁耀祖（1973年9月4日—2006年3月24日）是香港前律師，同時擔任前中西區區議員。

## 生平
梁耀祖早年在香港赤柱聖士提反書院寄宿。中學畢業後，考入香港大學法律系，並於1996年獲法律榮譽學士。畢業後，到位於中環德輔道中的一家律師事務所擔任見習律師，師承該律師行的合伙人伍兆榮。2002年梁自立門戶，在旺角登打士街柏裕中心自資開辦律師事務所，主要辦理離婚及破產事務。
1999年，加入民主黨，同年代表該黨參加區議會選舉，於中西區正街選區參選，以1,063票（得票率58.1%）擊敗民建聯的唐偉源而當選。2003年在同一選區以1,693票（得票率 66.0%）擊敗民建聯劉揚勳與獨立人士蘇麗容，成功連任。
梁耀祖在擔任區議員的6年間，曾擔任區議會屬下「交通運輸委員會」副主席及及「中區交通及行人天橋系統工作小組」主席等職務，獲視為民主黨在中西區的「生力軍」。此外亦積極協助乏人管理的唐樓組織業主立案法團，在2004年至2005年間，曾負責的義務法律諮詢超過400宗，並贏得「社區律師」的美譽。
2005年10月29日晚上10時半左右，梁與家人晚膳後，獨自駕駛電單車沿告士打道西行快線行駛，當駛至分域街附近，尾隨一輛密斗貨車收掣不及撞向梁之電單車。梁被捲入車底重傷昏迷，送往律敦治醫院搶救，翌日再轉東區醫院深切治療部救治。梁耀祖身體沒有骨折且沒有內出血，情況危殆。民主黨多名成員及其親友先後前往探望。
家屬表示，腦內科專家已替梁抽出腦細胞積水，但梁病情長期未見好轉。2006年3月初，梁母去信為梁辭任區議員。終在2006年3月24日0時2分宣告不治，終年32歲，梁於4月14日早上出殯。
政府於是在同年的6月11日舉行補選，民主黨派出黃堅成爭奪梁耀祖逝世後遺留下來的中西區區議會正街選區議席，但敗於獨立侯選人李志恆，而民主黨直到2019年區議會選舉才再次取得正街選區議席。
| 議會席位 | 議會席位                                               | 議會席位      |
| -------- | ------------------------------------------------------ | ------------- |
| 首任     | 中西區區議會 正街選區區議員 2000年1月1日—2006年3月24日 | 繼任： 李志恆 |

## 外部連結
- 中西區議員梁耀祖去世，載香港《明報》，2006年3月24日
- 民主黨沉痛哀悼梁耀祖，民主黨網站
- 香港特別行政區政府憲報 第2056號公告 （页面存档备份，存于）
- 中西區區會三個月內補選
- 區議會補選李志恆勝出[]